# 钦扎诺
钦扎诺（意大利语：Cinzano），是意大利北部皮埃蒙特大区都灵省的一个市镇。总面积6.2平方公里，总人口389，人口密度62.7人/平方公里（2010年12月31日）。